# Bakcharsky (huyện)
Huyện Bakcharsky (tiếng Nga: ? райо́н) là một huyện hành chính tự quản (raion), của Tỉnh Tomsk, Nga. Huyện có diện tích 24942 kilômét vuông. Trung tâm của huyện đóng ở Bakchar.